# Benko Matulić
Benko Matulić (Bol, Brač, 1. travnja 1914. - Split, 4. siječnja 1976.), hrvatski admiral. Bio je viceadmiral JRM.
U ratu je bio politički komesar više partizanskih postrojba. Poslije rata, bio je, među ostalim, načelnik Više vojnopomorske akademije JNA.